# Tuły (przystanek kolejowy)
Tuły – przystanek osobowy w miejscowości Tuły, w województwie opolskim, w powiecie kluczborskim, w gminie Lasowice Wielkie, w Polsce.

## Ruch pasażerski
W roku 2017 przystanek obsługiwał 0–9 pasażerów na dobę. W roku 2022 dobowa wymiana pasażerska na stacji wynosiła 0-9 pasażerów.